# Ark (band)
Ark is een Noorse progressivemetalband.
De band werd opgericht door gitarist Tore Østby en drummer John Macaluso. Later werd de band versterkt door Jørn Lande. In deze samenstelling namen ze hun eerste album "Ark" op. Dit album brachten ze uit bij het label Inside Out. 
Vervolgens kwamen ook bassist Randy Coven en toetsenist Mats Olaussen bij de band. In deze nieuwe samenstelling brachten ze in 2001 hun tweede album uit, Burn the Sun.

## Samenstelling
Ark bestaat uit:
- Tore Østby - gitarist
- Randy Coven - bassist
- Mats Olausson - toetsenist
- John Macaluso - drummer

### Voormalige leden
- Jørn Lande - zang

## Discografie
- 2000 - Ark (Inside Out)
- 2001 - Burn The Sun (Inside Out)